# Bronina (gromada)
Bronina (od 31 XII 1961 Busko-Zdrój) – dawna gromada, czyli najmniejsza jednostka podziału terytorialnego Polskiej Rzeczypospolitej Ludowej w latach 1954–1972.
Gromady, z gromadzkimi radami narodowymi (GRN) jako organami władzy najniższego stopnia na wsi, funkcjonowały od reformy reorganizującej administrację wiejską przeprowadzonej jesienią 1954 do momentu ich zniesienia z dniem 1 stycznia 1973, tym samym wypierając organizację gminną w latach 1954–1972.
Gromadę Bronina z siedzibą GRN w Broninie utworzono – jako jedną z 8759 gromad na obszarze Polski – w powiecie buskim w woj. kieleckim, na mocy uchwały nr 13a/54 WRN w Kielcach z dnia 29 września 1954. W skład jednostki weszły obszary dotychczasowych gromad Bronina, Łagiewniki i Zbrodzice ze zniesionej gminy Busko oraz Owczary ze zniesionej gminy Pęczelice w tymże powiecie. Dla gromady ustalono 15 członków gromadzkiej rady narodowej.
1 stycznia 1958 z gromady Bronina wyłączono części obszarów wsi Bronina i Łagiewniki, włączając je do miasta Busko Zdrój.
1 stycznia 1959 do gromady Bronina przyłączono obszary zniesionych gromad Kostki i Siesławice; równocześnie siedzibę gromady Bronina przeniesiono do miasta Busko Zdrój, zachowując jednak nazwę gromada Bronina.
31 grudnia 1959 do gromady Bronina przyłączono wsie Wolica, Chotelek Zielony i Chotelek Zielony Poduchowny oraz kolonię Wolica Siesławska ze zniesionej gromady Hołudza w tymże powiecie.
31 grudnia 1961 gromadę Bronina zniesiono przez przemianowanie na gromada Busko-Zdrój.